# Níki Panétta
Níki Panétta (grec moderne : Νίκη Πανέτα, née le 21 avril 1986 à Éleusis) est une athlète grecque, spécialiste du triple saut.
Le 30 juillet 2011, elle saute 14,55 m à Athènes, établissant ainsi son record personnel.